# Божественная пропорция
«Божественная пропорция» (лат. Divina Proportione, итал. Proporzione Divina; в рукописи — «О божественной пропорции», De Divina Proportione) — трактат об идеальных пропорциях в природе, науке и искусстве, созданный выдающимся итальянским математиком, монахом францисканского ордена Лукой Пачоли. Издан в Венеции в 1509 году.

## История
В 1496 году по приглашению герцога Лодовико Сфорца Лука Пачоли прибыл в Милан и возглавил недавно созданную кафедру математики при Миланском университете. В Милане Лука познакомился с художником Леонардо да Винчи, который также интересовался темой геометрической гармонии. В Милане Лука Пачоли написал послание, адресованное герцогу, «О божественной пропорции», а затем, вместе с Леонардо, работал над трактатом на эту же тему. Основной текст и математические выкладки, а также издание книги, осуществил Пачоли, частично использовав и переработав трактат Пьеро делла Франческа «О пяти правильных телах» (De quinque corporibus regularibus, 1487).
Пачоли создал три экземпляра рукописи трактата. Первый экземпляр с посвящением он подарил герцогу Миланскому Лодовико Сфорца; эта рукопись ныне хранится в Швейцарии, в Женевской библиотеке. Второй экземпляр был подарен Галеаццо да Сансеверино и находится в Библиотеке Амброзиана в Милане. Третий, пропавший без вести, был отдан гонфалоньеру Флоренции Пьеру Содерини.
Леонардо выполнил иллюстрации, в том числе, возможно, рисунок, известный под названием «Витрувианский человек». Часть заметок Леонардо сохранилась в так называемом «Атлантическом кодексе». Трактат был завершён 14 декабря 1498 года. По рисункам Леонардо были сделаны гравюры на дереве. Трактат издан в Венеции в 1509 году А. Паганио Паганини (A. Paganius Paganinus characteribus eleganceissimis accuratissime imprimebat). В печатной версии, в конце наиболее важной первой части, Пачоли отметил момент, когда он закончил работу: «Finis adi decembre in Milano nel nostro almo convento MCCCCXCVII (dicembre 1497)».
Лука Пачоли планировал издать ещё одну книгу по математике под названием «Силы чисел (количеств)» (лат.  De Viribus Quantitatis), которую Леонардо должен был проиллюстрировать, но Пачоли скончался, не успев реализовать этот замысел.

## Содержание трактата
Главным предметом сочинения Пачоли и Леонардо стали математические пропорции и их приложение к геометрии, черчению, перспективным построениям пространства в изобразительном искусстве и пропорционировании в архитектуре. Простота и ясность изложения, наглядные рисунки сделали книгу необычайно популярной. Часть содержания трактата была заимствована из более ранней книги Пьеро делла Франческа «Живописная перспектива» (лат. De Рrospectiva Pingendi).
В первой части сочинения Пачоли, «Общие положения о божественной пропорции» (Compendio divina proportione), на основе геометрии Евклида излагается правило «золотой середины» (лат.  aurea mediocritas), или «золотого сечения», с математической точки зрения. Затем приводятся примеры его применения в различных искусствах в семидесяти одной главе. Пачоли указывает, что «золотые прямоугольники» могут быть описаны икосаэдром, а в пятой главе приводит пять причин, по которым золотое сечение следует называть «божественной пропорцией»:
- Его ценность представляет собой божественную простоту
- Его определение подразумевает три длины, символизирующие Святую Троицу
- Его иррациональность представляет непостижимость Бога
- Его самоподобие напоминает вездесущность и неизменность Бога
- Его отношение к додекаэдру, который представляет собой квинтэссенцию (пятый элемент: эфир)
- Оно также описывает правильные и полуправильные многогранники, а также обсуждение использования геометрической перспективы такими художниками, как Пьеро делла Франческа, Мелоццо да Форли и Марко Пальмеццано[6].

Во второй части, в двадцати главах обсуждаются идеи Витрувия из его сочинения «Десять книг об архитектуре» (лат. De architectura libri decem) о применении математики к искусству архитектуры. В тексте сравниваются пропорции человеческого тела с пропорциями искусственных сооружений на примерах древнегреческой и римской архитектуры.
Третья часть представляет собой перевод на итальянский язык книги Пьеро делла Франческа «Небольшая книга о пяти правильных телах» (лат. Libellus de quinque corporibus regularibus ). В 1550 году Джорджо Вазари написал биографию Пьеро делла Франческа для своих «Жизнеописаний», в которой обвинил Пачоли в плагиате и заявил, что он украл работы Пьеро. Между тем Лука Пачоли тепло отзывался о творчестве Пьеро делла Франческа и намеревался составить список его теоретических сочинений с собственными комментариями.
Поскольку книга делла Франческа была утеряна, эти обвинения оставались необоснованными до XIX века, когда в библиотеке Ватикана была найдена копия книги Пьеро, и сравнение подтвердило, что Пачоли многое скопировал.
Иллюстрации
После трёх частей трактата следуют два раздела иллюстраций. В первом представлены двадцать три заглавные буквы, вычерченные Пачоли по правилам классической гарнитуры «гуманистической антиквы» Альбрехта Дюрера.

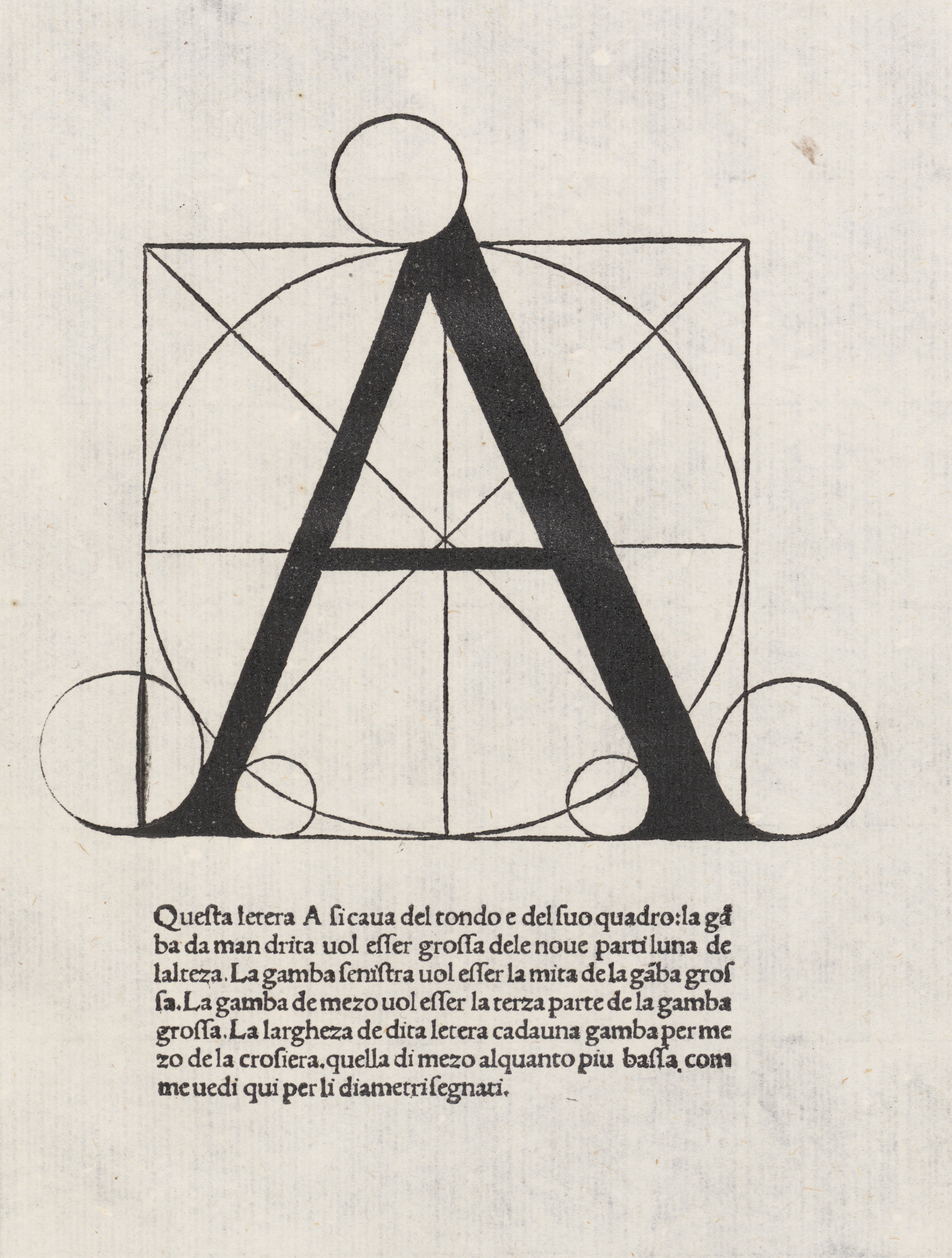
Divina proportione MET DP156941
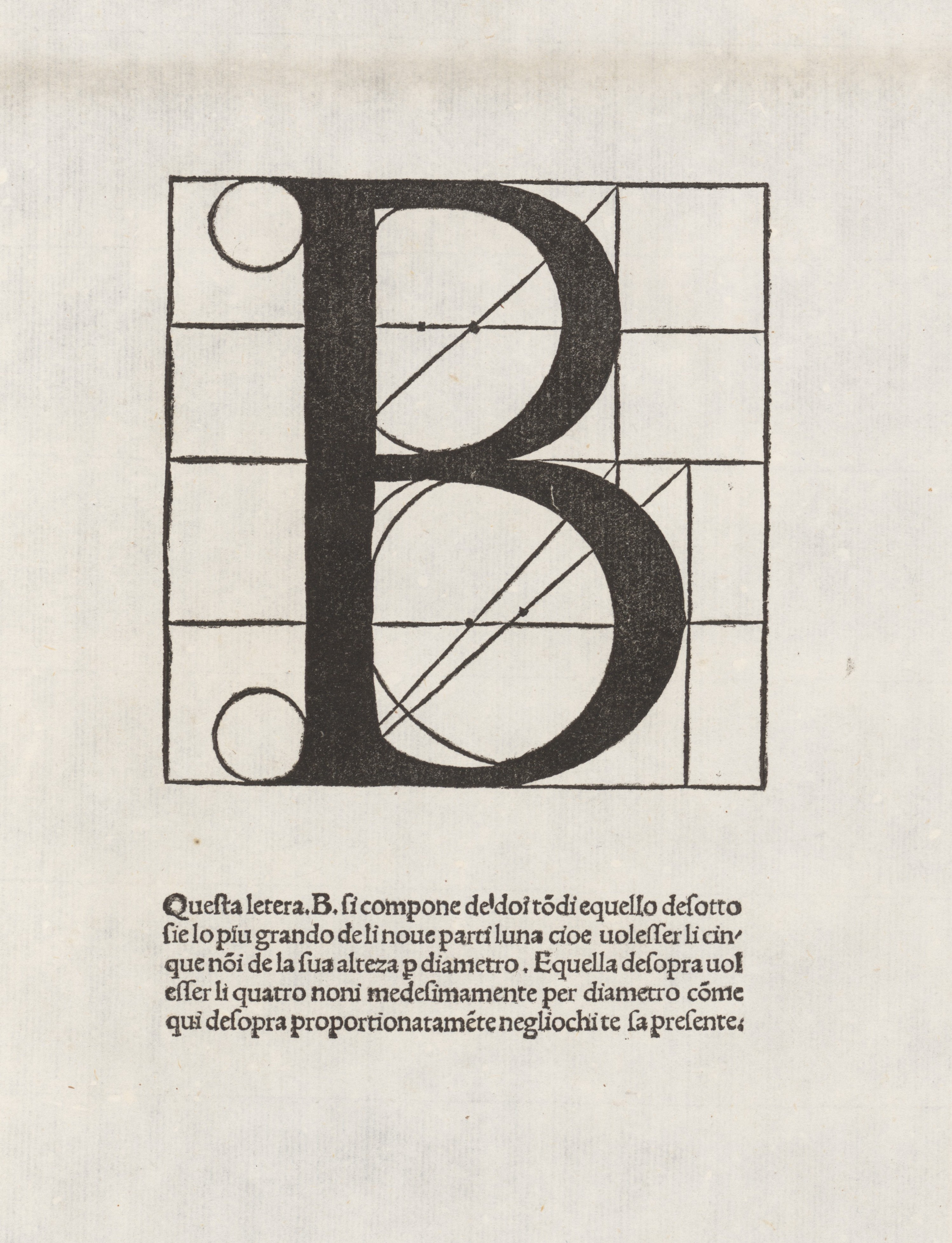
Divina proportione MET DP156942
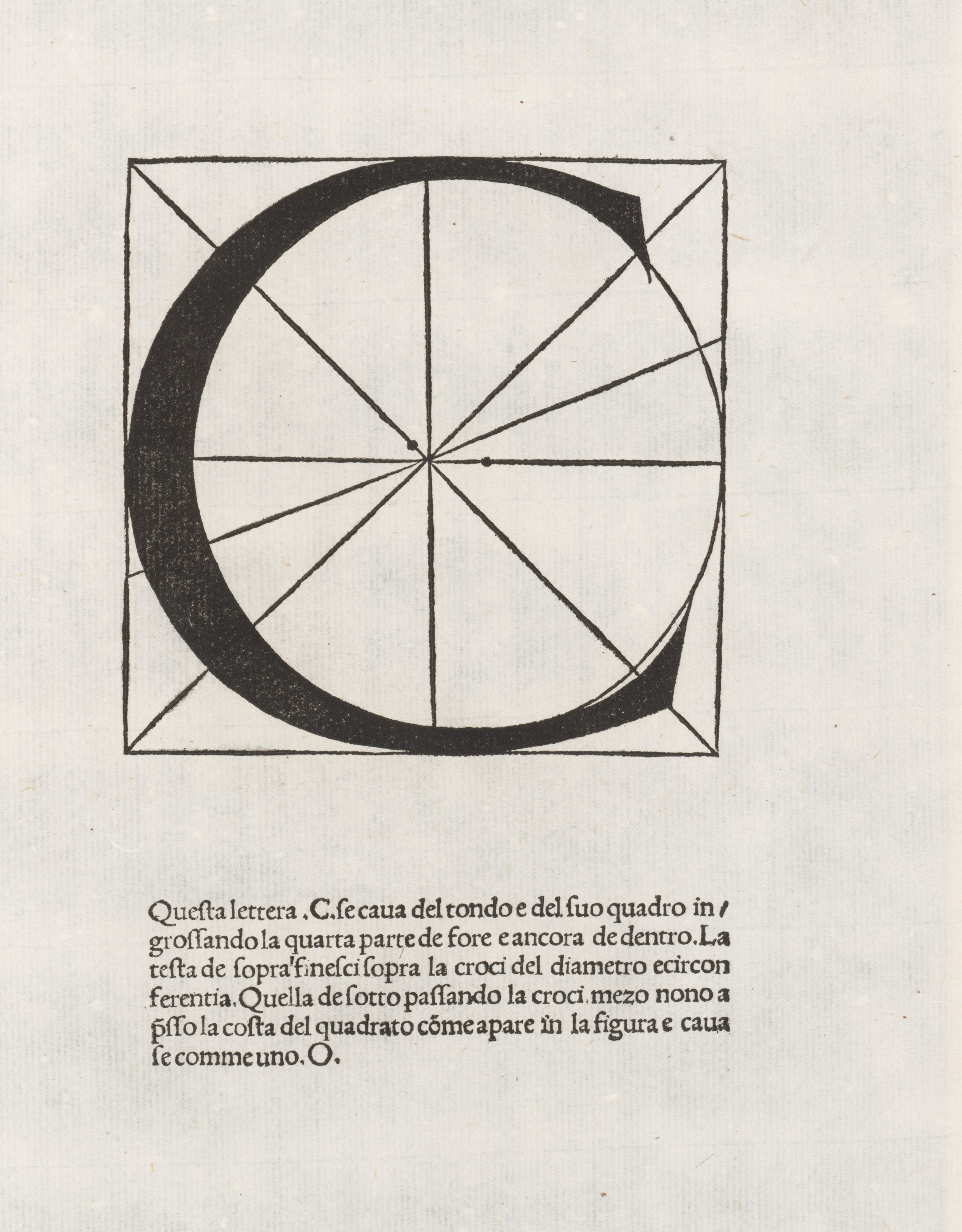
Divina proportione MET DP156943
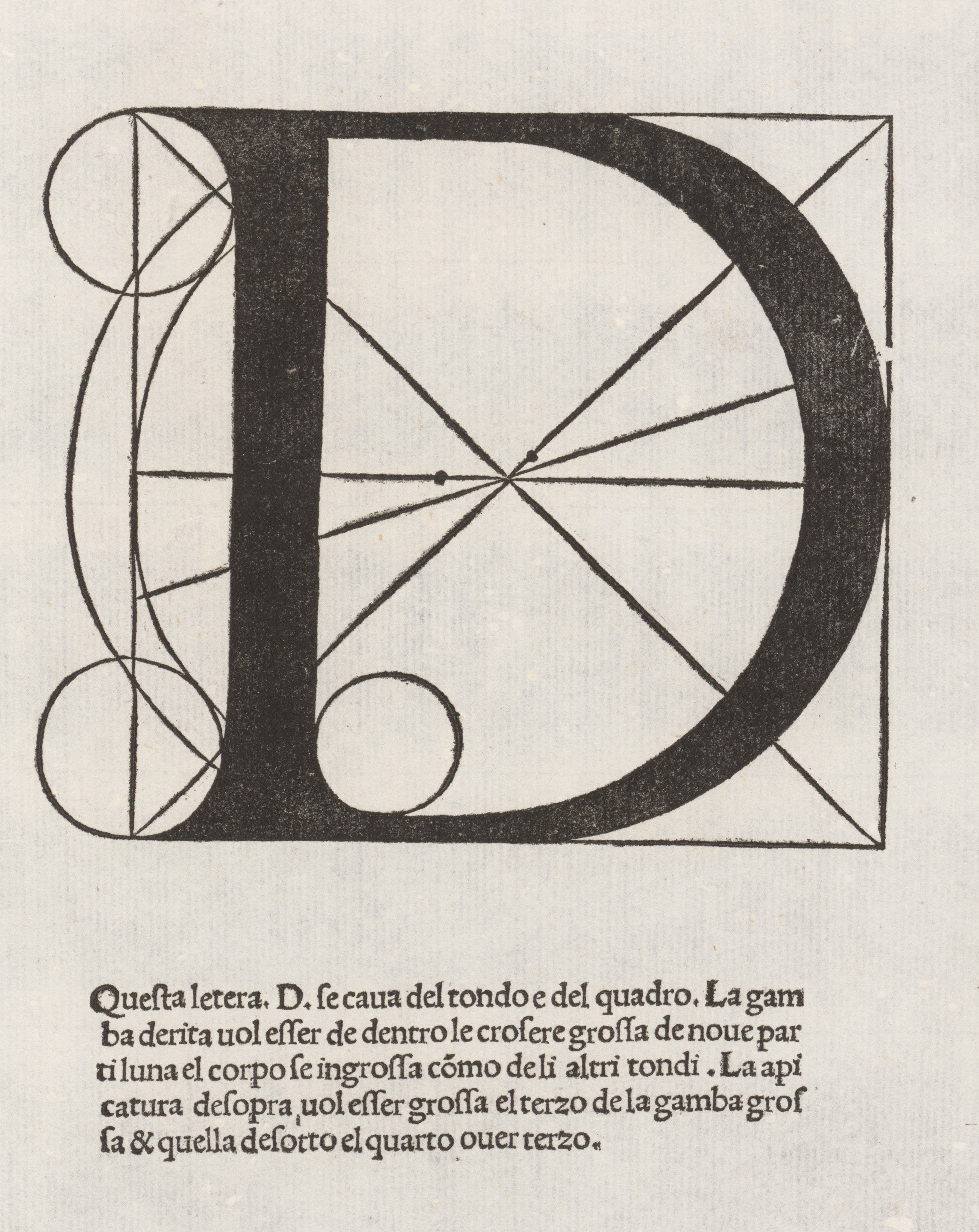
Divina proportione MET DP156944
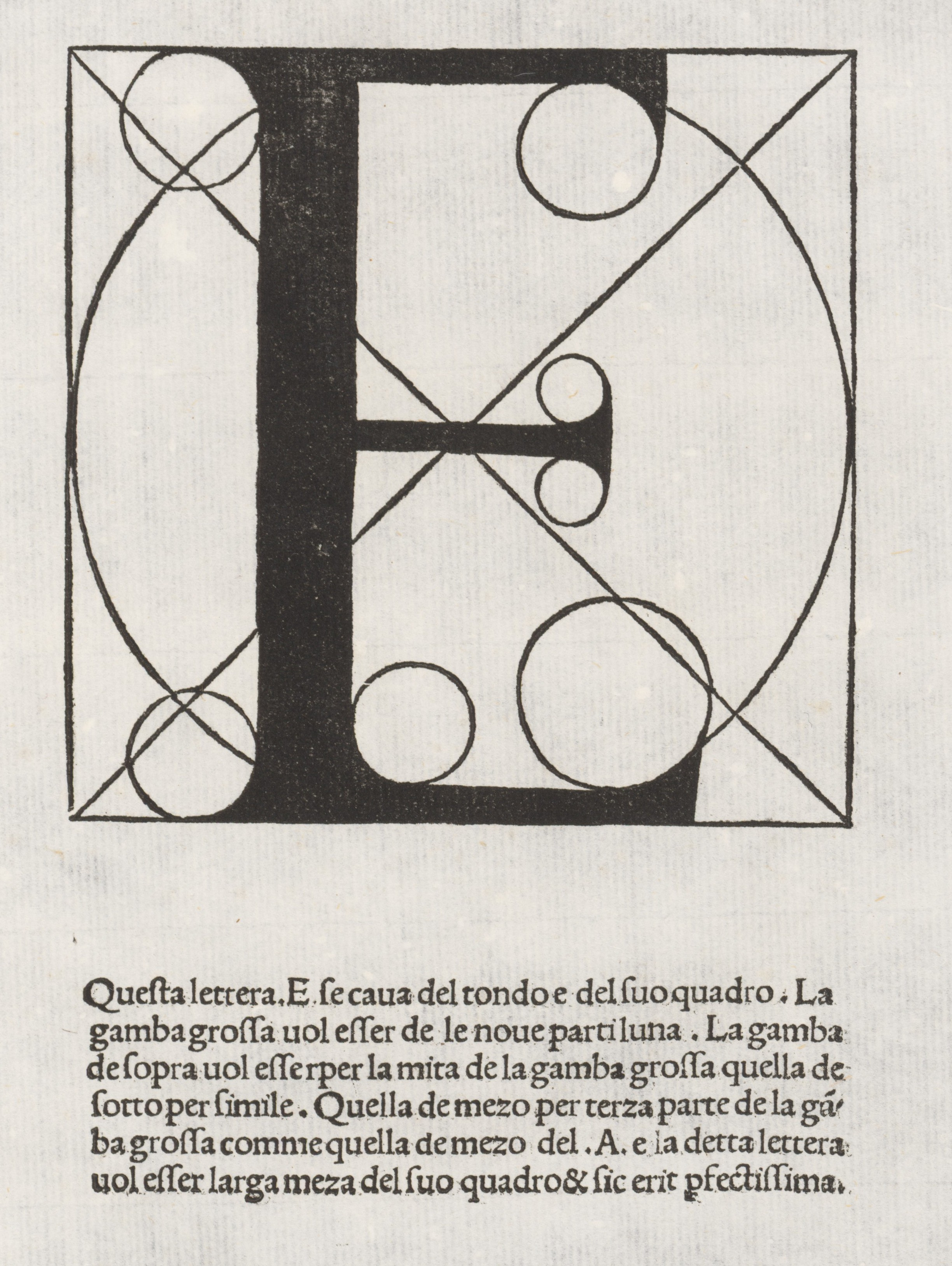
Divina proportione MET DP156945
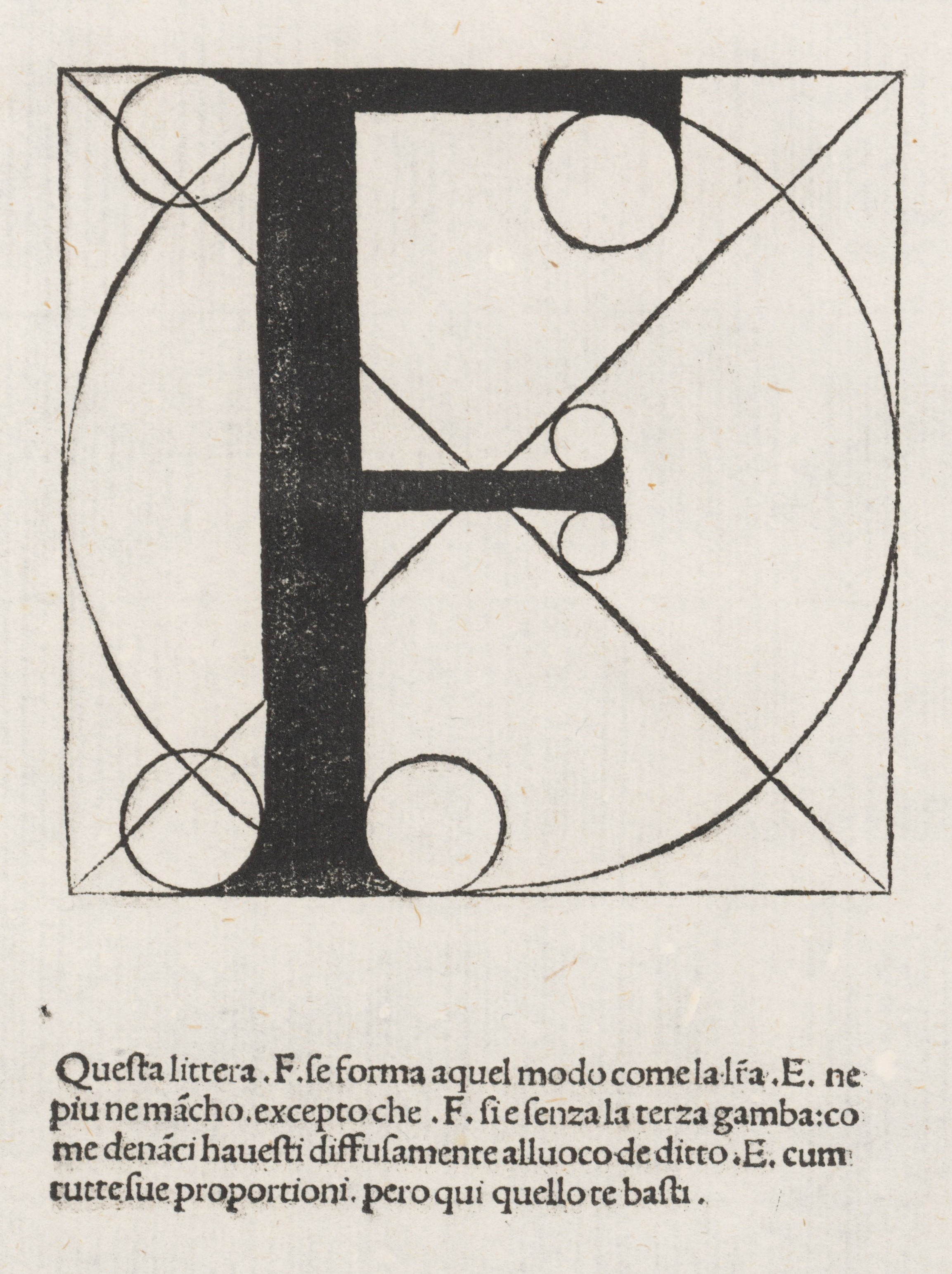
Divina proportione MET DP156946
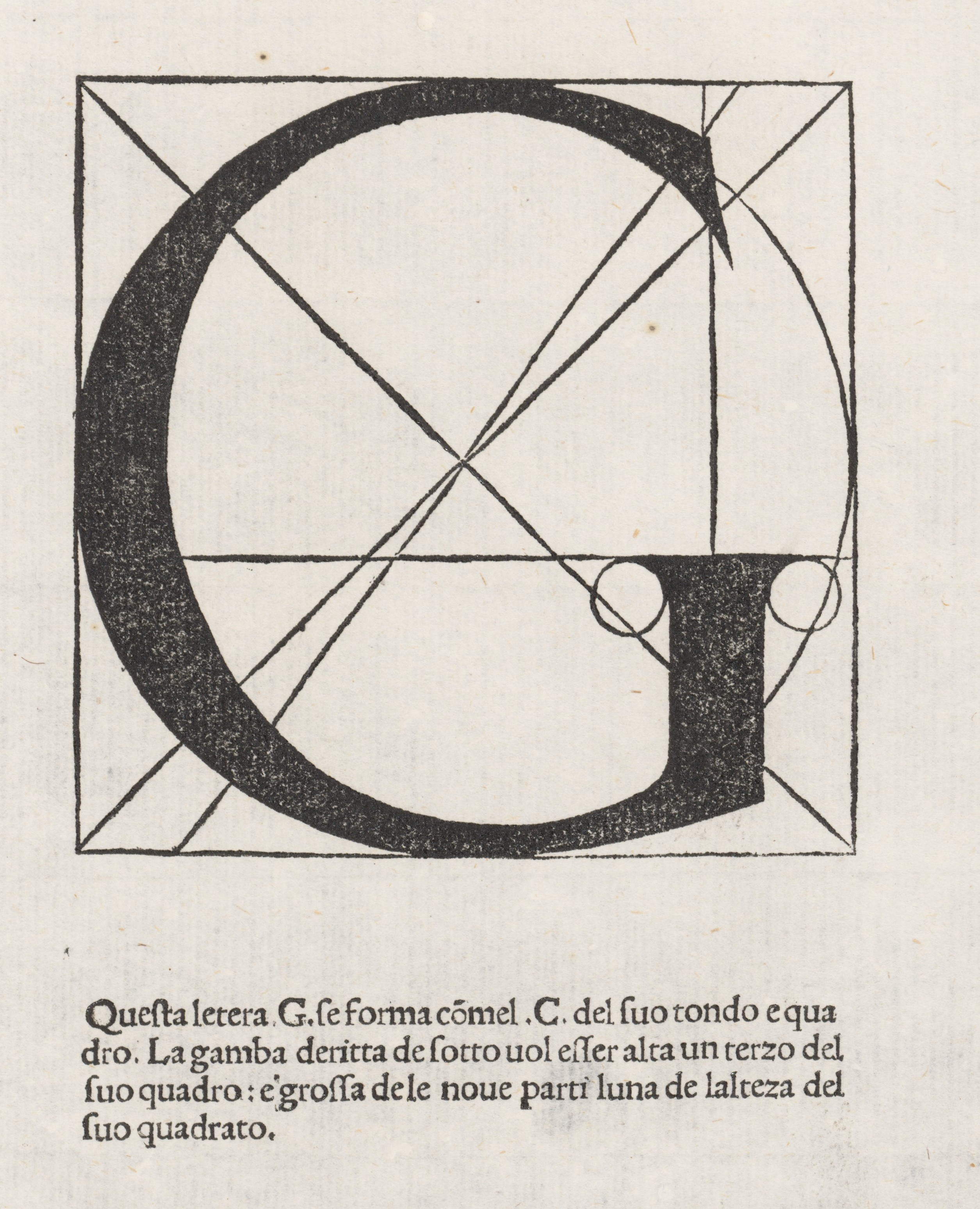
Divina proportione MET DP156947

Второй раздел содержит шестьдесят иллюстраций, гравированных на дереве по рисункам Леонардо да Винчи. Художник рисовал многогранники, когда брал у уроки математики у Л. Пачоли.

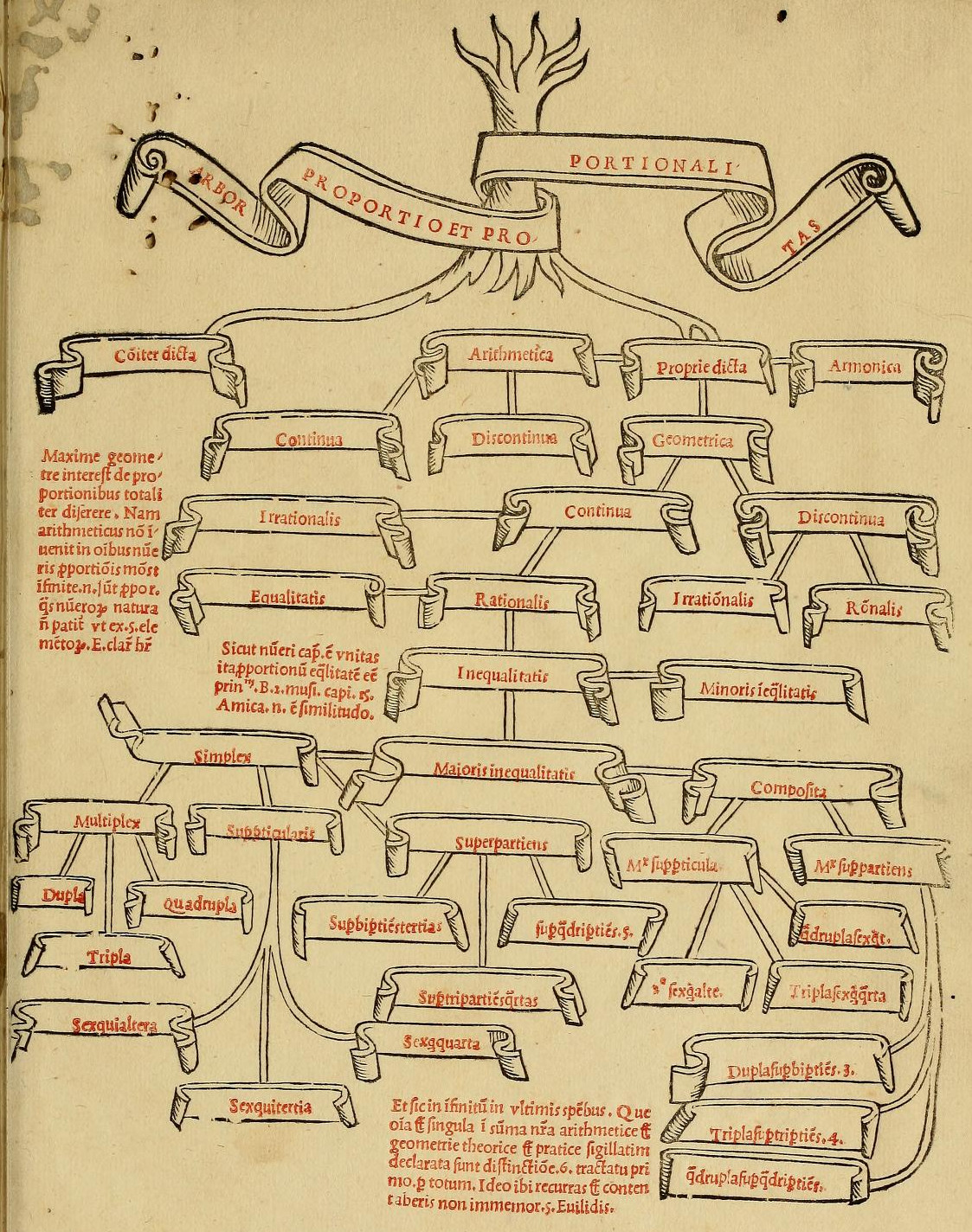
Дерево необходимых пропорциональностей
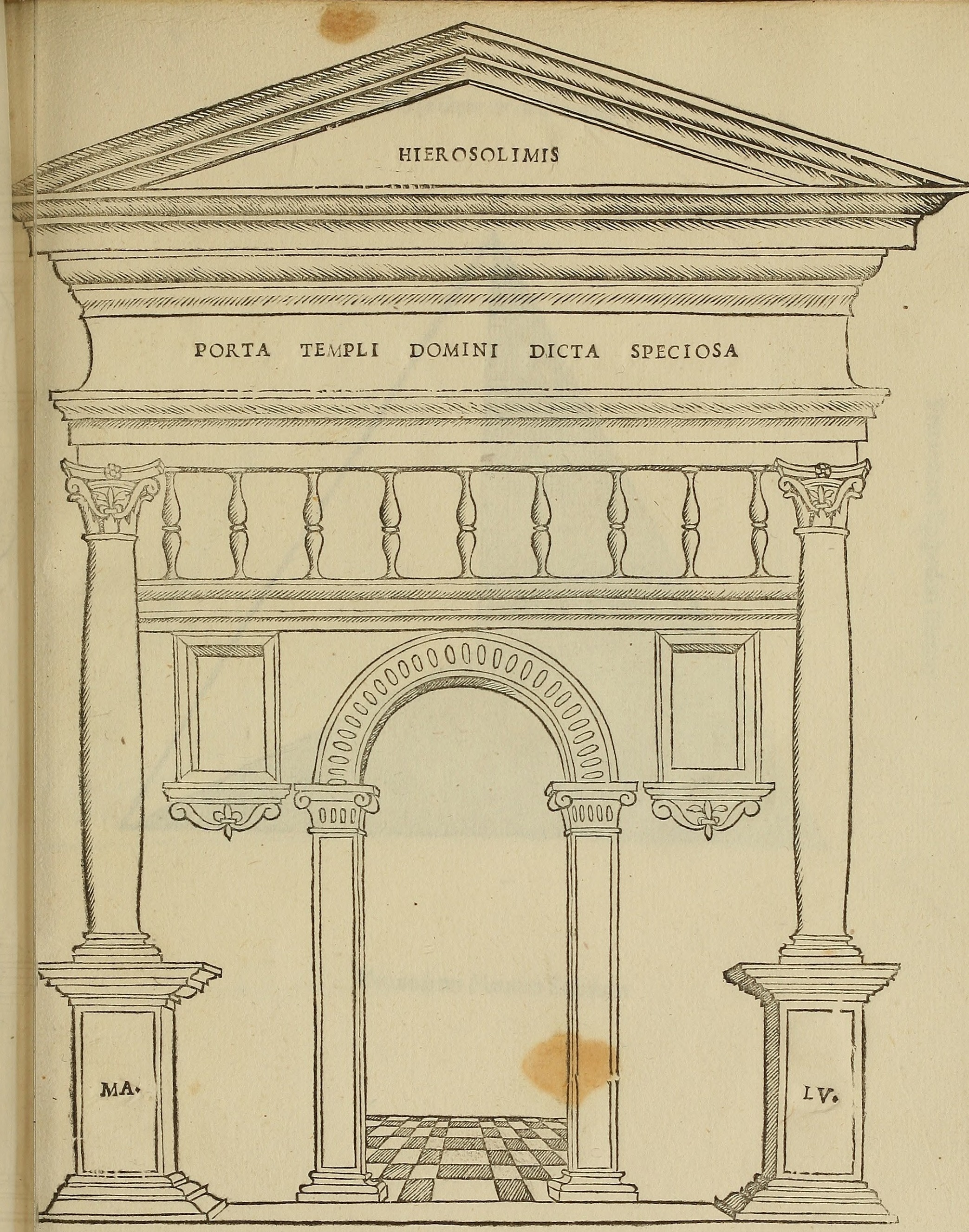
Ворота храма
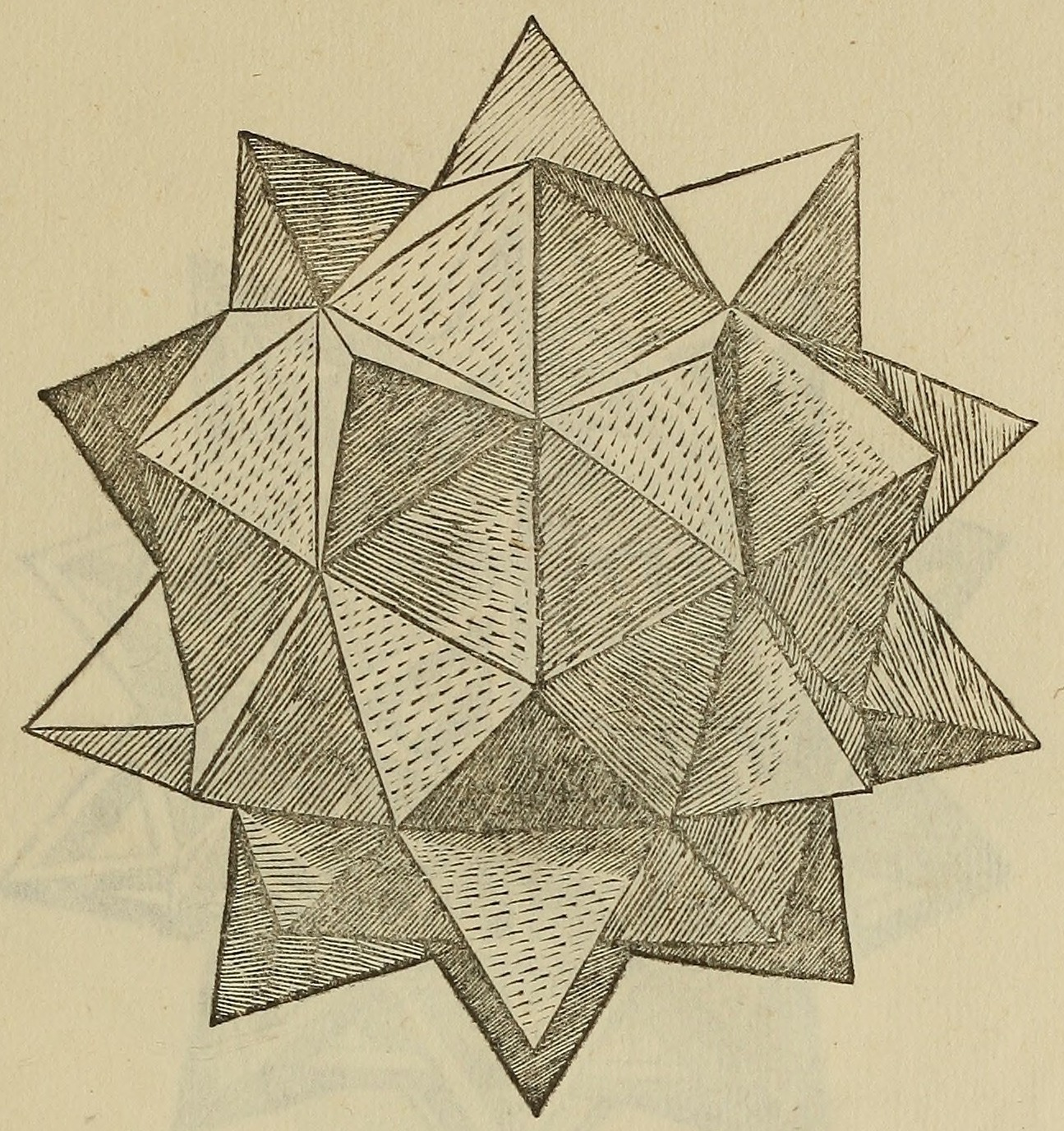
Dodecaedron Abscisum Elevatum Solidum
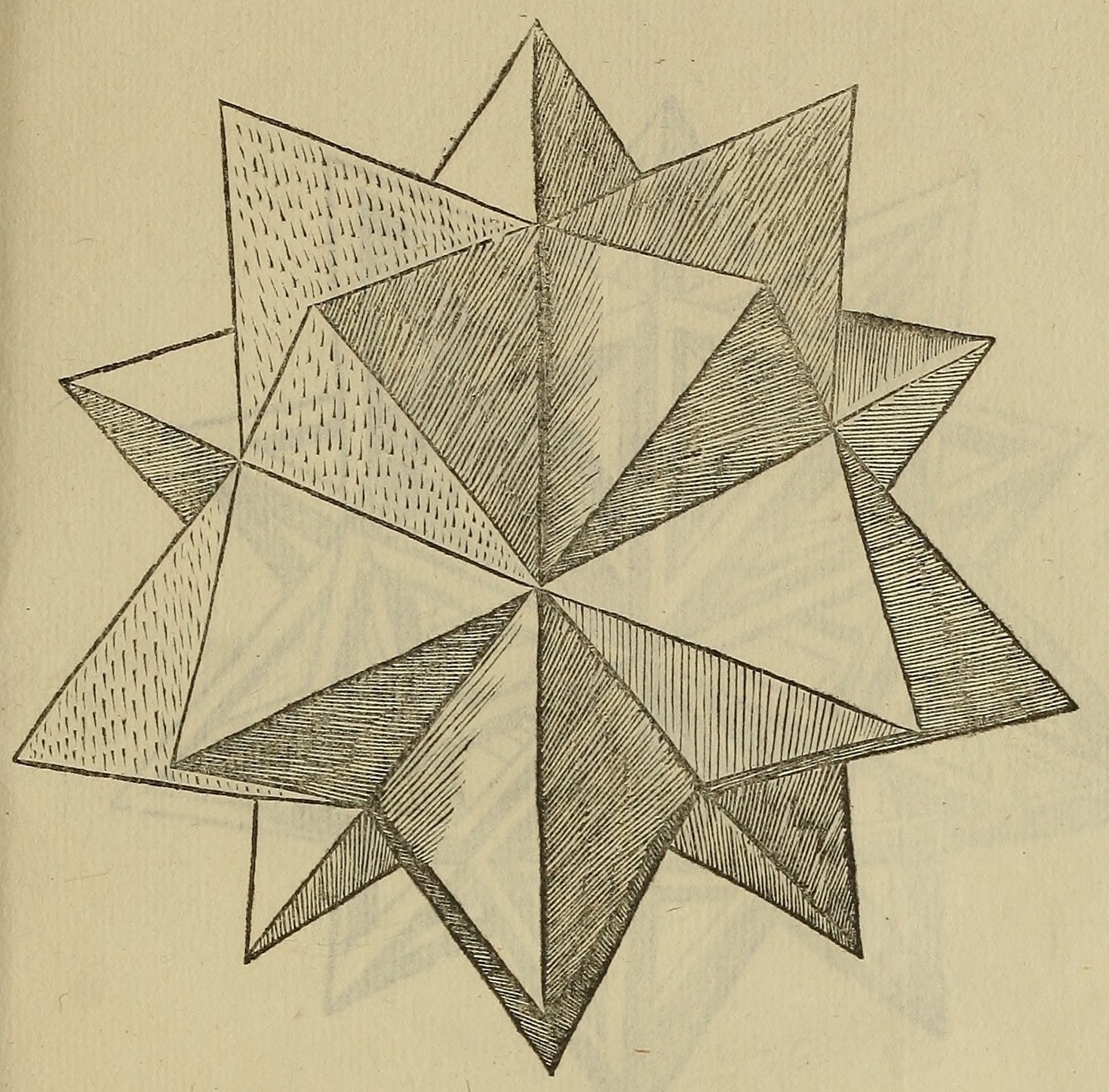
Icosaedron Elevatum Solidum
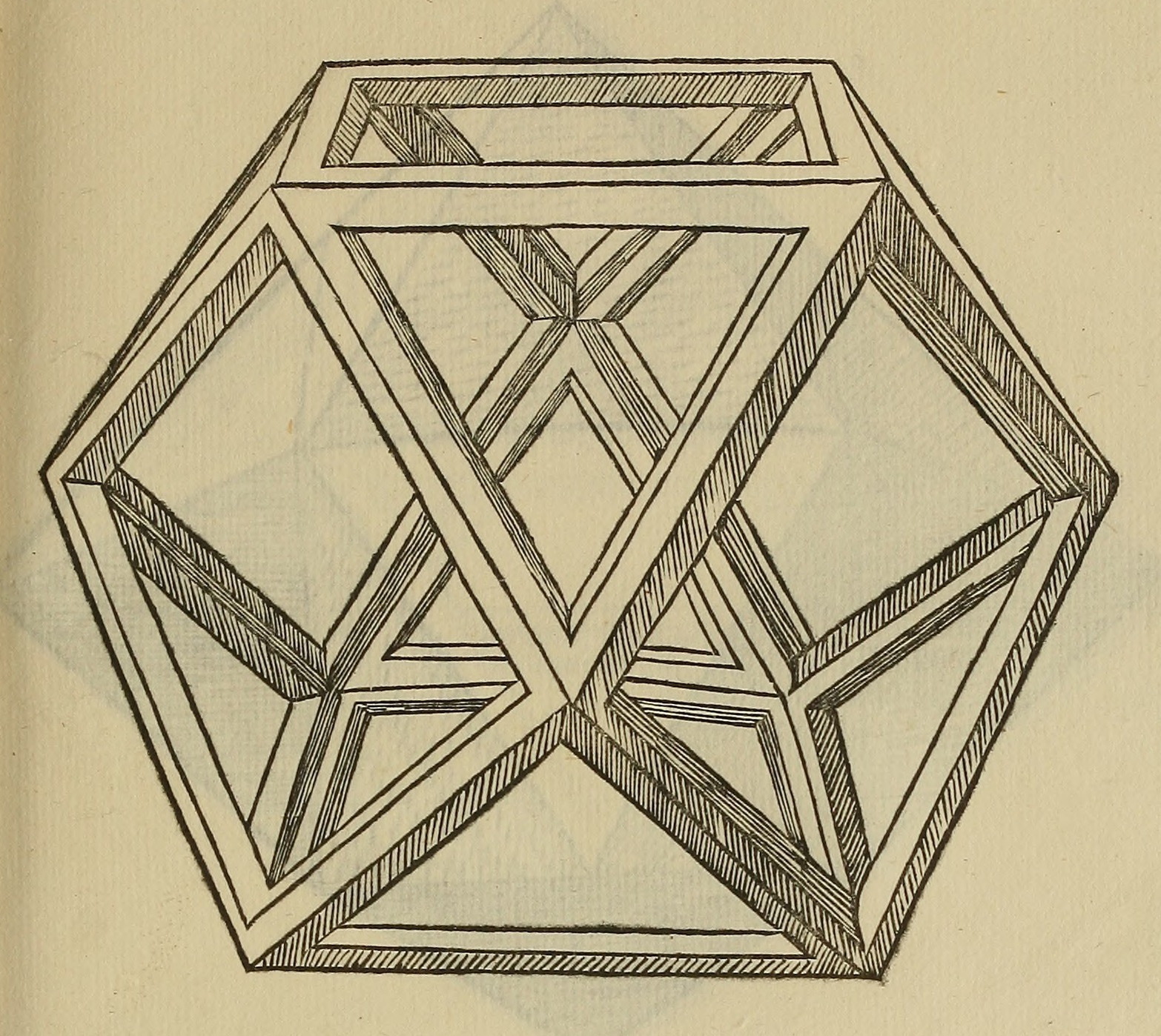
Hexaedron Abscisum Vacuum (кубооктаэдр)
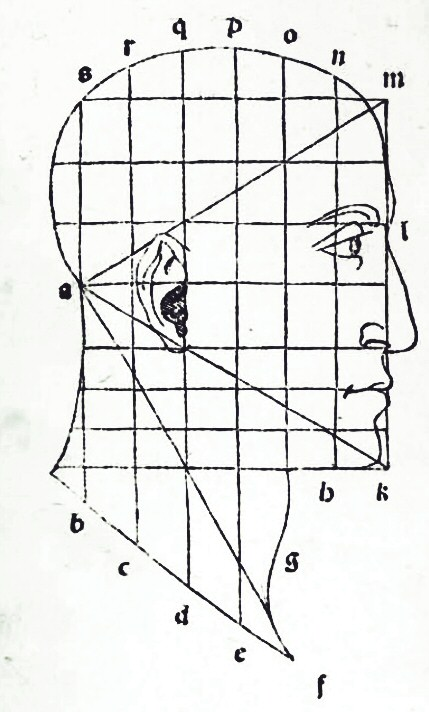
Равносторонний треугольник и пропорции лица человека